# Wörterbuch der Psychotherapie
Das Wörterbuch der Psychotherapie ist ein Standardwerk der Psychotherapie, das im Jahre 2000 von Gerhard Stumm und Alfred Pritz herausgegeben und im  Springer-Verlag (Wien und New York) erschienen ist. 360 Autoren aus 14 Ländern trugen hierfür mehr als 1300 Stichwörter der modernen Psychotherapie zusammen. Manche Begriffe werden aus unterschiedlichen Perspektiven mehrfach erläutert, beispielsweise aus der Sicht der Psychoanalyse, der Analytischen Psychologie, der Daseinsanalyse und der Klientenzentrierten Psychotherapie.
Die Psychoanalyse stellte mit dem Vokabular der Psychoanalyse von Laplanche und Pontalis ein gesondertes Wörterbuch bereit.